# 쑨양
쑨양(중국어 간체자: 孙杨, 정체자: 孫楊, 병음: Sūn Yáng, 한자음: 손양, 1991년 12월 1일~)은 중화인민공화국의 수영 선수이다.
항저우 출신의 세계적인 수영 선수인 쑨양은 2008년 베이징 올림픽에 참가하였으며, 2010년 아시안 게임에서 1500m 자유형을 아시아 기록으로 우승하면서 이 종목과 그의 다른 2개의 메달은 2010년 CCTV 스포츠 시상식에서 "올해의 신인 선수"로 임명되었다.
2011년 세계 수영 선수권 대회 1500m 자유형에서 14분 34.14초로 세계신기록을 수립하여 2001년 그랜트 해켓이 세운 기록을 깼다. 2012년 런던 올림픽에 참가하여 자유형 400m에서 3분 40.14초의 올림픽 신기록으로 전 올림픽 금메달리스트였던 대한민국의 박태환을 제치고 금메달을 획득하였고, 자유형 200m에서는 박태환과 같은 1분 44.93초의 기록으로 공동으로 은메달을 획득하였다. 그 경기에서 마이클 펠프스와 더불어 2개의 개인적 타이틀을 우승하는 남자 수영 선수가 되었다.

## 수영 경력
몇 년 동안 수영을 하면서 지내 온 쑨양은 2007년 세계 선수권 대회에서 국제 데뷔를 하였고, 2008년 하계 올림픽에서는 16세의 나이로 400m에서 28위(3분 50.90초)를 하여 결승전 진출에 실패하였다. 그는 14분 48.39초와 함께 1500m 자유형을 위하여 7번째로 가장 빠른 시간으로 출전에 나갈 수 있게 되면서 400m 결승전 진출 실패로부터 반향하였다. 결승전에서 그는 15분 05.12초와 함께 마지막으로 왔다. 이것이 그의 경력의 겨우 시작이었고, 이듬해 로마에서 열리는 세계 수상 선수권 대회가 다가오면서 그는 1500m 자유형에서 14분 46.84초와 동메달을 따면서 자신의 첫 국제적 메달을 획득하였다. 또한 400m 자유형에서 18위를 하기도 하였다.

### 2010년 아시안 게임
쑨양의 큰 돌파가 2010년 아시안 게임에서 일어났다. 여기서 쑨양은 1500m 자유형과 800m 자유형 계주에서 금메달, 200m와 400m 자유형에서 은메달을 획득하였다. 1500m 자유형에서 세운 14분 35.43초의 기록은 아시아 신기록이었으며, 그랜트 해켓에게만 밀려 역사상 2번째로 가장 빠른 시간이 되었다.

### 2011년 세계 선수권 대회
2011년 상하이에서 열린 세계 수상 선수권 대회의 첫 날에 쑨양은 400m 자유형에서 3분 43.24초로 박태환에게 패하면서 2위를 하였다. 3일 후에 800m 자유형을 7분 38.57초로 우승하면서 자신의 첫 세계 선수권 타이틀을 얻었다. 800m 자유형 계주에서는 최종 주자로 헤엄치면서 동메달을 획득하였다. 대회의 마지막 날에 쑨양은 1500m 자유형에 나갔다. 경주가 열리기 전에 종목의 우승 후보로 보이면서 14분 34.14초를 세워 우승을 거두었다. 그 기록과 함께 그는 그랜트 해켓이 이전에 세운 세계 기록 14분 34.56초를 깼으며, 자신의 업적이 이루기 전에 10년이나 지속되었다.

### 2012년 런던 올림픽
2012년 런던 올림픽에 들어오면서 쑨양은 200m 자유형에서 메달 경쟁자로서는 물론, 400m와 1500m 자유형의 우승 후보였다. 첫째 날에 자신의 첫 종목인 400m 자유형에서 3분 40.14초로 우승을 하면서 올림픽에서 금메달을 획득한 첫 중국인 남성 수영 선수가 되었다. 역사상 3번째로 빠른 성과였으며 세계 기록을 0.77초로 깨고 아시아 신기록이 되었다. 200m 자유형에 나간 날에 결승전에서 국내 신기록 1분 44.93초로 박태환과 공동으로 은메달을 땄다. 다음 날에 그는 800m 자유형 계주에서 동메달을 따면서 그 종목에서 중국 팀을 위한 처음이자 마지막 메달이었다. 1500m 자유형이 열리는 날까지 수영장에 돌아오지 않던 쑨양은 가장 빠르게 결승전 진출에 성공하였다. 결승전에서 14분 31.02초의 세계 신기록을 세워 2위로 들어온 라이언 코크레인에게 3초 이상과 8초 이상을 앞섰다. 이 결과들은 쑨양을 올림픽 역사상 가장 성공적인 중국인 남자 수영 선수로 만들었다. 쑨양은 1980년 모스크바 올림픽에서 블라디미르 사르니코프 이래 400m/1500m를 둘다 우승한 첫 선수였다.

### 2013년 세계 선수권 대회
훈련의 거칠한 해와 자신의 코치와의 논쟁 후에 쑨양은 2013년 세계 수상 선수권 대회에 활약으로 돌아왔다. 대회의 첫날에 400m 자유형을 3분 41.59초와 금메달을 획득하면서 자신의 저번 선수권 대회의 은메달에 향상을 시켰다. 지난 해로부터 자신의 올림픽 우승 시간에 1.45초 차이였으며, 2위로 들어온 하기노 고스케에 3초 이상이나 앞섰다. 이틀 후에 쑨양은 7분 41.36초와 800m 자유형 타이틀을 유지할 수 있었다. 대회에서 자신의 두번째 금메달이자, 세계 수상 선수권 역사상 중국에 의하여 100번째로 우승한 금메달이 되었다. 대회의 6번째 날에 800m 자유형 계주에서 중국 팀의 최종 주자로 받아들여졌다. 중국 팀은 5위를 하면서 프랑스와 일본 팀에 2초 이상이나 밀렸다. 대회의 마지막 날에 쑨양은 1500m 자유형에서다시 라이언 코크레인을 꺾으면서 올림픽과 세계 선수권으로서 자신의 타이틀을 되풀이하였다. 이리하여, 쑨양은 그랜트 해켓 이래 단 하나의 세계 선수권 대회에서 3개의 장거리 자유형 종목(400m, 800m, 1500m)를 우승한 첫 수영 선수가 되었다. 이 성과는 그를 역사상 가장 위대한 장거리 수영 선수들 중의 하나로 숙고되었다.

### 2013년 시즌 이후
바르셀로나에서 세계 수상 선수권 대회가 끝난 1달 후에 쑨양은 12회 국립 세계 선수권 대회에 나갔다. 이 대회에서 쑨양은 7개의 금메달을 획득한 첫 선수가 되었다. 이 금메달들을 획득하는 데 100m 자유형 종목을 추가한 그는 그 종목에 나가기로 서명하였다. 처음에 400m 자유형에 나간 쑨양은 3분 43.68초와 함께 하오윈에 2초 이상 앞서 우승을 하였다. 다음 날에 400m 자유형 계주에서 최종 주자로 48.14초로 헤엄치면서 우승을 거두었다. 200m 자유형에서는 1분 44.47초의 아시아 신기록을 세웠으며 런던에서보다 0.05초나 더 빨랐다. 100m 자유형에서는 48.94초로 49초 아래로 헤엄을 치면서 동메달을 획득하였다.

## 도핑 논란

### 2014년 자격 정지
2014년 5월 트리메타지딘이 검출되어 중국 수영 협회으로부터 3개월 동안 선수 자격 정지를 당했다. 트리메타지딘은 2014년 1월 세계 반도핑 기구에 의해 새롭게 지정된 금지 약물로, 경기중에 영향을 받는 복용만 금지하고 있다. 쑨양은 이 약물이 자신이 2008년부터 가지고 있었던 심계항진 때문에 처방받은 것이며 새롭게 금지 약물로 지정됐다는 사실을 몰랐다고 주장했다. 세계 반도핑 기구는 중국수영협회가 도핑에 대한 조치를 늦게 취해서 실질적으로 쑨양의 아시안 게임 참가를 허용해줬다며 경고했다.

### 2020년 자격 정지
2018년 쑨양은 자신의 자택에서 벌어진 도핑 불시 검사를 방해하고 채취한 혈액 샘플 용기를 망치로 부쉈다. 쑨양는 도핑 검사원들이 적법한 절차를 밟지 않고 도핑 검사를 했다고 주장했다. 세계 반도핑 기구는 이를 스포츠 중재 재판소에 제소했다. 2020년 스포츠 중재 재판소는 쑨양에게 내릴 수 있는 최대 징계인 8년의 선수 자격 정지를 만장일치로 결정했다. 이후 스위스 연방 법원에게 파기환송을 당한 뒤 자격 정지 기간이 4년 3개월로 줄어들었다.

## 같이 보기
- 2012년 하계 올림픽 중국 선수단
- 2016년 하계 올림픽 중국 선수단